# 2. deild Wysp Owczych (2005)
W roku 2005 odbyła się 29. edycja 2. deild Wysp Owczych – trzeciej ligi piłki nożnej Wysp Owczych. W rozgrywkach wyjątkowo, z uwagi na fuzję SÍ Sumba oraz VB Vágur, brało udział nie 10 a 9 klubów z całego archipelagu. Od tego sezonu liga ta nazywa się 2. deild, po przemianowaniu pierwszego poziomu rozgrywek z 1. deild na Formuladeildin. Klub z pierwszego miejsca awansował do 1. deild. W sezonie 2005 był to: SÍ Sørvágur, drugi zaś musiał rozegrać baraż o awans do ligi wyższej. KÍ II Klaksvík wygrał dwumecz z B36 II Tórshavn i awansował do 1. deild. Klub z ostatniego miejsca spadał do 3. deild, a w roku 2005 był to HB III Tórshavn.

## Uczestnicy
| Uczestnicy 3. deild Wysp Owczych 2004                                                                         | Uczestnicy 3. deild Wysp Owczych 2004 | Uczestnicy 3. deild Wysp Owczych 2004 | Uczestnicy 3. deild Wysp Owczych 2004 |
| --- | ------------------------------------- | ------------------------------------- | ------------------------------------- |
| SÍ | SÍ Sørvágur                           | 3                                     |                                       |
| EBSII | EB/Streymur II                        | 4                                     |                                       |
| NSÍII | NSÍ II Runavík                        | 5                                     |                                       |
| B68 II | B68 II Toftir                         | 6                                     |                                       |
| Fram | Fram Tórshavn                         | 7                                     |                                       |
| ÍF II | ÍF II Fuglafjørður                    | 8                                     |                                       |
| SKÁII | Skála ÍF II                           | 9                                     |                                       |
| Spadek z 2. deild Wysp Owczych 2004                                                                           |                                       |                                       |                                       |
| KÍII | KÍ II Klaksvík                        | 9                                     |                                       |
| Awans z 4. deild Wysp Owczych 2004                                                                            |                                       |                                       |                                       |
| HBIII | HB III Tórshavn                       |                                       |                                       |
| Oznaczenia: - kolumna pierwsza – skróty nazw drużyn, - kolumna trzecia – miejsce zajęte w poprzednim sezonie. |                                       |                                       |                                       |

## Tabela ligowa
| Lp. | Drużyna             | M  | Z  | R | P | Bramki | Bramki | Różn. | Pkt | Uwagi              |
| --- | ------------------- | -- | -- | - | - | ------ | ------ | ----- | --- | ------------------ |
| 1   | SÍ Sørvágur (M) (A) | 16 | 11 | 2 | 3 | 70     | 31     | +39   | 35  | Awans do 1. deild  |
| 2   | KÍ II Klaksvík (A)  | 16 | 6  | 6 | 4 | 39     | 24     | +15   | 24  | Baraże o 1. deild  |
| 3   | B68 II Toftir       | 16 | 7  | 2 | 7 | 22     | 26     | −4    | 23  |                    |
| 4   | NSÍ II Runavík      | 16 | 7  | 2 | 7 | 27     | 35     | −8    | 23  |                    |
| 5   | ÍF II Fuglafjørður  | 16 | 6  | 4 | 6 | 42     | 49     | −7    | 22  |                    |
| 6   | Fram Tórshavn       | 16 | 5  | 5 | 6 | 27     | 27     | 0     | 20  |                    |
| 7   | EB/Streymur II      | 16 | 6  | 1 | 9 | 39     | 47     | −8    | 19  |                    |
| 8   | Skála ÍF II         | 16 | 5  | 3 | 8 | 26     | 34     | −8    | 18  |                    |
| 9   | HB III Tórshavn (S) | 16 | 5  | 3 | 8 | 30     | 49     | −19   | 18  | Spadek do 3. deild |